# جوزيف بلير
جوزيف بلير (بالإنجليزية: Joseph Blair)‏ مواليد 12 يونيو 1974 في آكرون، هو مدرب كرة سلة أمريكي ولاعب معتزل. بدأ مسيرته الاحترافية في سنة 1996. تم اختياره من قبل فريق سياتل سوبرسونيكس خلال الدرافت. يدرب في دوري الرابطة الوطنية لفئة التطوير. يبلغ طوله 6 قدم 10.75 بوصة (2.1 م). اعتزل اللعب في 2009.

## المسيرة الاحترافية
لعب مع هارلم غلوبتروترز في موسم 1997–1998، ثم لعب مع بييلا لكرة السلة في موسم 1998–1999، ثم لعب مع فيكتوريا يبرتاس بيزارو في الدوري الإيطالي في موسم 1999–2000، ثم لعب مع هارلم غلوبتروترز في سنة 2001، ثم لعب مع فيكتوريا يبرتاس بيزارو في الدوري الإيطالي في موسم 2001–2002، ثم لعب مع أولكرسبور من سنة 2002 إلى 2004، ثم لعب مع أولمبيا ميلانو في الدوري الإيطالي من سنة 2004 إلى 2007.

## روابط خارجية
- جوزيف بلير على موقع الدوري الأوروبي لكرة السلة (الإنجليزية)
- جوزيف بلير على موقع سبورتس رفرنس (الإنجليزية)
- جوزيف بلير على موقع كرة السلة الأوروبية.كوم (الإنجليزية)
- جوزيف بلير على موقع كلية كرة السلة في سبورتس رفرنس.كوم (الإنجليزية)
- جوزيف بلير على موقع ريلجم (الإنجليزية)
- جوزيف بلير على موقع بروبوليرز (الإنجليزية)
- جوزيف بلير على موقع سبورتس رفرنس (الإنجليزية)
- جوزيف بلير على موقع سبورتس رفرنس (الإنجليزية)